# Cacín
Cacín est une municipalité située dans le nord de la comarque de Alhama, dans la province de Grenade, en Espagne.

## Géographie
La commune est située à 39 km de Grenade. Cette localité et les municipalités de Moraleda de Zafayona, Chimeneas, Alhama de Granada, Ventas de Huelma, Agrón et Arenas del Rey forment la comarque de Alhama.
La ville de Cacín est enclavée dans la vallée de la rivière qui la traverse et qui porte son nom, le río Cacín.